# توم دي سوتر
توم دي سوتر (3 يونيو 1985 بلجيكا - ) هو لاعب كرة قدم بلجيكي، يلعب كمهاجم.

## وصلات خارجية
توم دي سوتر على موقع الاتحاد البلجيكي (الإنجليزية)
- توم دي سوتر على موقع اتحاد تركيا (لاعب) (الإنجليزية)
- توم دي سوتر على موقع قاعدة بيانات كرة القدم.إي يو (الإنجليزية)
- توم دي سوتر على موقع ناشيونال فوتبول تيمز (الإنجليزية)
- توم دي سوتر على موقع Soccerway.com (الإنجليزية)
- توم دي سوتر على موقع عالم كرة القدم.نت (الإنجليزية)
- توم دي سوتر على موقع AS.com (الإسبانية)